# 게레로주

게레로주

게레로주(스페인어: Guerrero)는 멕시코 남서부에 위치한 주로 주도는 칠판싱고이며 면적은 63,596km2, 인구는 3,442,564명(2012년 기준), 인구 밀도는 54명/km2이다. 1849년 10월 27일에 신설되었으며 81개 지방 자치체를 관할한다. 북쪽과 서쪽으로는 미초아칸주, 북쪽으로는 멕시코주와 모렐로스주, 북동쪽으로는 푸에블라주, 동쪽으로는 오아하카주와 접한다.

주기
주 문장

## 인구
| 연도 | 인구      | ±%     |
| ---- | --------- | ------ |
| 1895 | 420,926   | —      |
| 1900 | 479,205   | +13.8% |
| 1910 | 594,278   | +24.0% |
| 1921 | 566,836   | −4.6%  |
| 1930 | 641,690   | +13.2% |
| 1940 | 732,910   | +14.2% |
| 1950 | 919,386   | +25.4% |
| 1960 | 1,186,716 | +29.1% |
| 1970 | 1,597,360 | +34.6% |
| 1980 | 2,109,513 | +32.1% |
| 1990 | 2,620,637 | +24.2% |
| 1995 | 2,916,567 | +11.3% |
| 2000 | 3,079,649 | +5.6%  |
| 2005 | 3,115,202 | +1.2%  |
| 2010 | 3,388,768 | +8.8%  |
| 2015 | 3,533,251 | +4.3%  |
| 2020 | 3,540,685 | +0.2%  |